# Sericus clarus
Sericus clarus is een keversoort uit de familie kniptorren (Elateridae). De wetenschappelijke naam van de soort werd voor het eerst geldig gepubliceerd in 1972 door Elena Gurjeva.